# Фроловське (Калузька область)
Фроловське (рос. Фроловское) — село в Козельському районі Калузької області Російської Федерації.
Населення становить 166 осіб. Входить до складу муніципального утворення Присілок Лавровськ.

## Історія
Від 2004 року входить до складу муніципального утворення Присілок Лавровськ.

## Населення
| 2002 | 2010 |
| ---- | ---- |
| 100  | ↗166 |